# Ricardo Burguete
Pour les articles homonymes, voir Burguete.
Ricardo Burguete y Lana (Saragosse, 1871 – Valence, 1937) était un militaire, administrateur, homme politique et auteur espagnol.
Au terme de ses études militaires à l’Académie de Tolède, Burguete s’engagea comme combattant dans les guerres coloniales (Cuba, Philippines, Maroc), dont il revint dépité face à la débâcle des forces espagnoles. Cette expérience amère l’incita à consigner dans une série d’ouvrages — essais philosophiques et historiques ou livres-témoignages, au style souvent enlevé et réfractaires à toute catégorisation — ses réflexions sur la formation et l’art militaires (en soulignant l’importance de l’esprit et du moral du soldat, dont il estimait qu'ils devaient prendre le pas sur les connaissances techniques), sur la nation et l’identité espagnoles, sur l’impératif de l’esprit de sacrifice, sur l’armée de métier etc. On lui doit par ailleurs plusieurs manuels techniques, fort prisés en leur temps. Son vitalisme et son spiritualisme expliquent son affinité pour le mouvement intellectuel dit Génération de 98, ou plus exactement pour sa fraction militaire. En accord avec ces positions idéologiques, il mena en 1917, en sa qualité de gouverneur militaire à Oviedo, une dure répression contre les grévistes asturiens. Entre 1922 et 1923, il exerça brièvement comme haut-commissaire au Maroc, et, sous la dictature de Primo de Rivera, comme directeur général de la Garde civile de 1925 à 1928. Vers la fin de la période primorivériste, il vira vers le républicanisme et, à la proclamation de la république en 1931, fit aussitôt allégeance au nouveau régime, condamna vigoureusement le coup d’État de juillet 1936 et rejoignit le camp républicain. Très affecté par la mort de deux de ses fils, exécutés sur ordre de Queipo de Llano au début de la Guerre civile, Burguete mourut à l’âge de 66 ans.

## Biographie

### Formation militaire et participation aux guerres coloniales
Né à Saragosse en 1871, Ricardo Burguete entra à l’âge de 14 ans comme cadet à l’Académie générale militaire de Tolède. Sorti diplômé cinq ans plus tard, en 1891, il reçut sa première affectation dans le bataillon de chasseurs de Porto Rico, en garnison à Madrid, avec le grade de lieutenant en second. Après avoir fait ses premières armes dans la campagne de Melilla de 1893, il s’engagea deux années plus tard dans les guerres coloniales espagnoles, d’abord à Cuba (1895-1896), puis dans les Philippines (1896-1897), et de nouveau au Maroc (1909),,. Il fut promu capitaine, puis commandant pour mérites de guerre, et se vit décerner, en reconnaissance de sa conduite à Cuba, la Croix laurée de l’Ordre de Saint-Ferdinand,, la plus prestigieuse des médailles militaires espagnoles.

### Activité d’essayiste
Vivement affecté par le désastre d’outremer et inquiet de ses répercussions sur la conscience nationale des Espagnols, Burguete se lança, au long de la décennie et demie suivant son retour des Philippines, dans une intense activité intellectuelle. Auteur d’une série d’écrits, qui traitaient de multiples sujets allant de la tactique d’infanterie à la philosophie de Nietzsche, en passant par l’histoire religieuse médiévale de l’Espagne, il prit rang parmi les figures publiques de l'époque et attira l’attention d’intellectuels de premier plan tels que Miguel de Unamuno et José Ortega y Gasset. Influencé de diverses façons par l’anarchisme, le socialisme, le modernisme proto-fasciste, etc., mais adhérant avant tout aux valeurs patriotiques et militaires espagnoles, Burguete réussit à instiller dans le corps des officiers certaines idées anti-libérales appelées à s’implanter par la suite dans l’idéologie d’extrême-droite de la future dictature franquiste. Par son penchant pour les idées régénérationnistes de la fin du XIXe siècle, il s'approcha du mouvement de rénovation politique qui s’organisait alors autour du général Polavieja, et entra en contact avec quelques exposants du mouvement Generación del 98, tels que Pío Baroja, Miguel de Unamuno et Ramiro de Maeztu, finissant par se lier d’amitié avec eux. Pendant les douze ans où il exerça comme commandant, entre 1898 et 1909, Burguete fut d’une grande fécondité intellectuelle, publiant un ensemble d’ouvrages marquants et élaborant une série d’idées qui eurent une certaine influence, tant dans la sphère militaire que civile. Sous le pseudonyme de El Comandante, il fit paraître en 1903 son livre le plus retentissant, Así hablaba Zorrapastro, essai appuyé sur la même grille argumentaire que le célèbre Ainsi parlait Zarathoustra de Nietzsche (de qui, du reste, Burguete se considérait le grand divulgateur en Espagne), dans lequel — imitant son modèle, mi sérieusement, mi en manière de parodie — Burguete aborde les sujets les plus divers dans les domaines politique, militaire, des mœurs, etc.,,, mais en mettant pour sa part la focale davantage sur l’interaction de son prophète avec la société moderne corrompue qui l’entourait que sur l’exposé d’une idéologie iconoclaste.

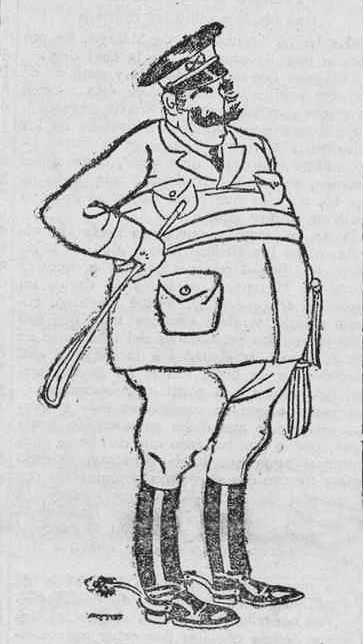
Portrait de Burguete par le caricaturiste Tito, paru en 1922 dans le quotidien socialiste madrilène La Libertad.

Virent le jour également : ¡La guerra! Cuba. (Diario de un testigo) (littér. Journal d’un témoin, de 1902), ¡La guerra! Filipinas (Memorias de un herido) (littér. Mémoires d’un blessé, également de 1902), La ciencia del valor. Psicología de la guerra (littér. la Science de la bravoure, 1907) et Rectificaciones históricas, de Guadalete á Covadonga y primer siglo de la Reconquista de Asturias (de 1915),, en plus de différents ouvrages à thématique militaire. Dans ¡La guerra! Filipinas (Memorias de un herido), l’auteur relate les péripéties vécues par lui lors de la guerre contre les indépendantistes philippins, avec ses expériences de combat et sa grave blessure, retrace la situation politique dans les îles, expose ses idées sur l’Espagne et son avenir, présente sa vision sur l’identité nationale espagnole, telle que personnifiée par le drapeau, et exalte la disposition au sacrifice, glorifiant en des termes particulièrement fervents la mort sur le champ d'honneur comme sacrifice ultime pour la patrie. Dans le même registre est à situer son manuel sur la bravoure et le moral militaires, conçu à l’intention de générations de cadets, et comprenant un long passage sur l’importance qu'il y a de leur expliquer pleinement la signification du drapeau national, que Burguete traite comme un organisme vivant.
D’autre part, du fait que Burguete réfléchissait beaucoup sur la science militaire et faisait part de ses réflexions dans de nombreux traités et manuels, ses essais politiques et philosophiques alternaient avec d’autres de nature plus professionnelle, dont p. ex. son Métodos del combate (de 1903), traité de tactique, fort complet et de bonne facture, qui lui valut des éloges dans la presse spécialisée, tant en Espagne qu’à l’étranger. Le concept d’art opératif, dont la paternité est souvent attribuée aux Allemands ou aux Soviétiques, se trouve déjà dans sa La ciencia de la guerra de 1917. Il s’enhardit à contester les conceptions qui avaient été adoptées avec dévotion par les officiers aux idées les plus avancées et qui, en vue de réformer les forces armées espagnoles, tendaient à privilégier résolument la science et la technique ; les adeptes de ces conceptions se proposaient de dépolitiser l’institution militaire et se faisaient les avocats d’une formation professionnelle poussée et de connaissances pointues, seul moyen selon eux de régénérer l’armée espagnole. Burguete, à l’opposé, proclamait la suprématie des valeurs spirituelles, au diapason de certains courants intellectuels qui, au rebours du rationalisme, traversaient alors l’Europe et que les disciples d’Ángel Ganivet notamment s’évertuaient à cultiver en Espagne. Un sujet de controverse avec les officiers progressistes, férus de traités militaires, était en particulier le service militaire obligatoire, auquel Burguete était opposé, mais que ses adversaires prônaient ardemment ; pour Burguete, la conscription de masse et le concept de « nation en armes » ne pouvaient nullement rivaliser avec le recrutement d’une petite armée motivée et bien formée, c’est-à-dire une armée professionnelle, apte à défendre efficacement le reste de ses concitoyens.
Son radicalisme l’entraîna à jouer un certain rôle dans les événements du 25 novembre 1905 à Barcelone, lors desquels un groupe d’officiers survoltés mit à sac les locaux de deux périodiques catalanistes, ¡Cu-Cut! et La Veu de Catalunya, pour protester contre ce qu’ils considéraient comme de continuelles atteintes à la dignité de l’armée supposément commises par lesdites publications. La réaction militaire aux comptes rendus de la presse se traduisit dans plusieurs garnisons espagnoles par une série d’actions de solidarité impulsées et coordonnées par le commandant Burguete.

### Guerre du Rif (1909) et répression dans les Asturies (1917)
En 1909, monté entre-temps au grade de lieutenant-colonel, Burguete eut le loisir de mettre en pratique ses théories sur la prépondérance du moral pendant le combat. Choisi pour remplacer son ami le lieutenant-colonel José Ibáñez Marín, mort au combat à Melilla à la tête du bataillon de chasseurs de Figueras, Burguete prononça une ardente allocution à ses troupes, suscitant par là un comportement si héroïque que cela lui valut une ascension au grade de colonel et à son unité la décoration de l’ordre de Saint-Ferdinand.
Promu général en 1917, et nommé gouverneur militaire d’Oviedo, il contribua à réprimer durement dans les Asturies la grève générale déclenchée cette année-là dans toute l'Espagne, opération de répression lors de laquelle il eut sous ses ordres le jeune lieutenant Francisco Franco, ; imputant aux grévistes, dans un âpre réquisitoire, un délit de lèse-patrie, Burguete décréta l’état de guerre dès août (c’est-à-dire dès avant que la grève ne devienne violente à partir de septembre), , dépêcha la Garde civile et la troupe dans la zone houillère et exigea que les ouvriers soient pourchassés « comme des bêtes sauvages » (como fieras, ou, selon la version de Santiago Carrillo, como alimañas, même sens),, expression que Franco reprendra à son compte plus tard. La répression sous la houlette de Burguete se solda par un bilan de 80 morts et 2000 arrestations.
Il intervint également dans le conflit entre les dénommées Juntas de Defensa et le gouvernement, faisant office d’interlocuteur au nom des junteros.

### Haut-commissaire au Maroc (1922) et chef de la Garde civile (1925-1928)
Avec le désastre d’Anoual de 1921, Burguete avait vu sa thèse vérifiée de la primauté de la vaillance sur l’étude théorique systématique, et s’en prit durement par voie de presse au général Berenguer. Peu après, en juillet 1922, il fut lui-même désigné haut-commissaire espagnol au Maroc par le gouvernement de Sánchez Guerra en remplacement de Berenguer, mais se démit de sa fonction dès le 2 janvier 1923 au profit de Miguel Villanueva y Gómez. Durant son court mandat, il mit en œuvre la politique de rapprochement vis-à-vis des Rifains, telle qu’édictée par le gouvernement et appuyée sur le principe de la pénétration pacifique, et que Burguete s’attacha vers la fin de 1922 à combiner avec l’avancée militaire sur Al Hoceïma. Des désaccords avec le gouvernement sur la poursuite de l’offensive contraignirent Burguete à démissionner.
Nommé en 1925 directeur général de la Garde civile, il se maintint à son poste pendant trois ans et entreprit une ample réforme de cette institution, comportant en particulier une amélioration des conditions sociales de ses agents. Remplacé par Sanjurjo le 2 novembre 1928, il assuma cette même année la présidence du Conseil suprême de la Guerre et de la Marine, poste dont il fut révoqué le 27 mars 1931. Sous la dictature de Primo de Rivera, l’exercice de ces deux fonctions l’avait habilité à siéger dans l’Assemblée nationale consultative, d’abord en qualité de représentant de l’État, ensuite par privilège personnel.

### Dernières années. Virage vers le républicanisme
Dans les dernières années de la dictature primorivériste, Burguete, s’étant brouillé avec le chef de l’État, commença à virer vers des positions de gauche et républicaines, au point qu’une fois proclamée la République en 1931, il sollicita son adhésion au Parti socialiste, en vain toutefois, car, se souvenant de sa responsabilité dans la répression de 1917 dans les Asturies, l’Agrupación Socialista Madrileña repoussa sa requête,. Toujours en 1931, il présida le conseil de guerre qui décida de remettre en liberté les membres du Comité révolutionnaire qui, plusieurs années auparavant, avaient appelé au soulèvement en faveur de la république. En janvier 1933, il fut nommé président de la Croix-Rouge espagnole, et fit paraître vers cette même époque un discours de tendance pacifiste.
Au lendemain de la rébellion militaire du 18 juillet 1936, il condamna vigoureusement le coup d’État et prit fait et cause pour la République. Deux de ses fils — un troisième, Ricardo Burguete Reparaz, était décédé dès avant le déclenchement de la guerre civile — périrent victimes du camp nationaliste au début du conflit, ce dont Burguete incrimina Gonzalo Queipo de Llano dans une lettre ouverte rageuse adressée à celui-ci et intitulée Yo acuso (littéral. « J’accuse »), laquelle fut partiellement publiée quelques jours avant sa mort dans le journal ABC le 16 mars 1937,. Dans le texte d’origine, il traitait Queipo de Llano de lâche, de parjure, de traître, de misérable, de bouffon, d’ivrogne etc., disait « cracher à sa bouche fétide » et préférer s’épargner de maudire ses descendants « car tu leur lègues déjà suffisamment de déshonneur par ton patronyme souillé »,. Très affecté par ces événements, Burguete mourut peu après à Valence, le 31 mars 1937.
Burguete fut membre correspondant de l’Académie royale d'histoire. Le Burguete hostile aux intellectuels et adepte d’une idée mystique et spirituelle de la guerre, où les aspects moraux et ceux liés à l’esprit avaient préséance sur les avancées techniques, a été qualifié par l’historien américain Geoffrey Jensen de disciple de Carl von Clausewitz et de Friedrich Nietzsche ; d’autres l’ont catalogué comme appartenant à la « génération militaire de 98 »,. Certains traits de sa vie et de sa pensée ont porté d’autres auteurs encore à établir une analogie entre Burguete et Pierre Drieu la Rochelle et Georges Valois.

### Œuvres de Burguete

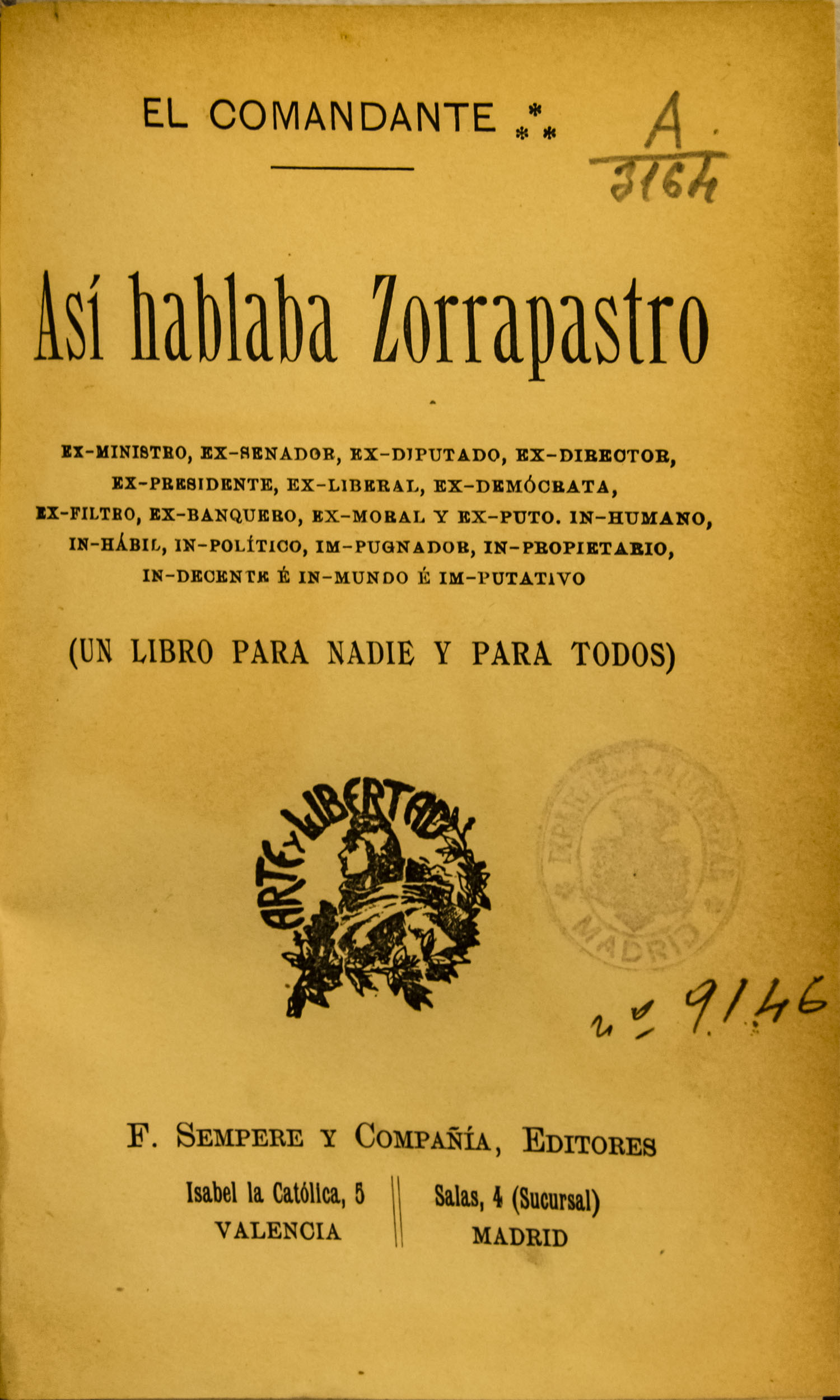
Así hablaba Zorrapastro (un libro para nadie y para todos), ouvrage de Burguete de 1899.

- Georgius Critón (pseud.), Hágase Ejército. Estudios tácticos al alcance de todos, San Sebastián, 1899
- Georgius Critón (pseud.), Hágase Ejército. Infantería, Caballería y Artillería, Barcelone, 1899
- ¡La guerra¡ Cuba (Memorias de un testigo), Barcelone, Maucci, 1902
- ¡La guerra! Filipinas (Memorias de un herido), Barcelone, Maucci, 1902
- El Comandante (pseud.), Así hablaba Zorrapastro. Ex ministro, ex senador, ex diputado, ex director, ex presidente, ex liberal, ex demócrata, ex filtro, ex banquero, ex moral y ex puto. In humano, in hábil, in político, in pugnador, in propietario, in decente e in mundo e in putativo. Un libro para nadie y para todos, Valence, F. Sempere, 1903
- Nuevos métodos de combate, proyecto de reglamento táctico para la Infantería, Madrid, Sucesores de Hernando, 1903
- Mi rebeldía. “Mane-Thecel-Phares”, Madrid, Fernando Fe, 1904
- Dinamismo espiritualista. Cuestiones previas. La vida en sus tres dimensiones. Proceso histórico de ética española, Madrid, Imp. Fortanet, 1905
- El problema militar. 200 mil soldados: más de 50 millones de economía. España ante los grandes imperios del porvenir, Palma de Mallorca, Francisco Soler Prats, 1905
- Preparación de las tropas para la guerra (Nuevo vegecio). Estudios de ética militar, Madrid, Fortanet, 1905
- La guerra y la vida. Biología de los ejércitos. El alma de las tropas, Madrid, 1906
- Morbo nacional. Vida defensiva, Madrid, Fernando Fe, 1906
- La ciencia del valor. Psicología de la guerra. Aplicación al desarrollo episódico de la batalla de Mukden, Madrid, Ricardo Rojas, 1907
- Psicología militar, Madrid, 1907
- Ensayo de organización militar del porvenir, 1908
- La guerra y el hombre. Balística del mando o ciencia de lanzar hombres, Madrid, 1910
- La guerra y el hombre. Psicología de las tropas. Melilla 1909-10, Madrid, Sáenz de Jubera Hermanos, 1911
- Teoría y práctica de la guerra. Evolución en el arte, Madrid, Sáenz de Júbera Hermanos, 1913
- Rectificaciones históricas. De Guadalete a Covadonga y primer siglo de la Reconquista de Asturias, Madrid, Sáenz de Júbera, 1915
- La ciencia militar ante la guerra europea. Su evolución y transformación hasta el presente y el porvenir, Barcelona, 1917
- Manual del Guardia Civil (deux tomes), Madrid, 1926
- Corsarios y piratas. La leyenda del Mediterráneo, Barcelone, Maucci, sans date
- Historia de Cataluña, Proceso histórico de ética militar, sans date ni lieu

### Publications sur Burguete
- (es) Cecilio Alonso Alonso, « El 98 entre las armas y las letras », Boletín de la Real Academia Sevillana de Buenas Letras: Minervae Baeticae, Real Academia Sevillana de Buenas Letras, no 26,‎ 1998, p. 215-256 (ISSN 0214-4395, lire en ligne)
- (en) Christopher Britt, Quixotism: The Imaginative Denial of Spain's Loss of Empire, SUNY Press, 2005 (ISBN 9780791462553)
- (es) René Basset, « General Burguete, Rectificaciones históricas, de Guadalete á Covadonga y primer siglo de la Reconquista de Asturias », Bulletin Hispanique, vol. 23, no 3,‎ 1921, p. 234-238 (ISSN 1775-3821, lire en ligne)
- (es) Jerónimo Becker, « Rectificaciones históricas: de Guadalete a Covadonga. Por don Ricardo Burguete », Boletín de la Real Academia de la Historia, Madrid, Establecimiento tipográfico de Fortanet,‎ 1916, p. 140-157 (ISSN 0034-0626, lire en ligne)
- (es) Ricardo Burguete, ¡La guerra! Filipinas. (Memorias de un herido), Barcelone, Casa editorial Maucci, 1902 (lire en ligne)
- (es) Josep Carles Clemente, El cuaderno humanitario, Madrid, Editorial Fundamentos, 2001 (ISBN 84-245-0908-0)
- (es) Gonzalo Díaz Díaz, Hombres y documentos de la filosofía española, vol. 1, CSIC, 1980 (ISBN 9788400047269, lire en ligne), « Burguete Lana, Ricardo »
- (en) Ramón Guillermo, « Moral Forces, Philosophy of History, and War in José Rizal », Philippine Studies: Historical and Ethnographic Viewpoints, vol. 60, no 1,‎ mars 2012, p. 5-32 (ISSN 2244-1093, DOI 10.1353/phs.2012.0007)
- (es) Eduardo González Calleja, La razón de la fuerza: orden público, subversión y violencia política en la España de la Restauración (1875-1917), Madrid, CSIC, 1998 (ISBN 84-00-07778-4)
- (en) Geoffrey Jensen, Irrational Triumph: Cultural Despair, Military Nationalism, and the Ideological Origins of Franco's Spain, Reno, University of Nevada Press, 2002 (ISBN 9780874174816, lire en ligne)
- (es) Geoffrey Jensen, « Recepción literaria y cultura bélica: la generación del 98, Ricardo Burguete y el nacionalismo militar en España », Bulletin of Spanish Studies: Hispanic Studies and Researches on Spain, Portugal and Latin America, vol. 84, no 7,‎ 2007, p. 871-888 (ISSN 1475-3820, DOI 10.1080/14753820701560477)
- (es) Pedro Ramírez Verdún, « Ricardo Burguete y Lana », Ejército: de tierra español, Ministerio de Defensa, no 803,‎ 2008, p. 103 (ISSN 1696-7178)
- (es) Ignacio Clemente Soriano Jiménez, « El archivo de Gonzalo de Reparaz », Documents d'anàlisi geogràfica, Université autonome de Barcelone / Université de Gérone, no 34,‎ 1999, p. 211-227 (ISSN 0212-1573, lire en ligne)
- (es) Miguel de Unamuno, « La ciencia del valor », España, Madrid, no 215,‎ 22 mai 1919, p. 4-5 (ISSN 2171-2549, lire en ligne)

Compléments
- (es) José Luis Calvo Carilla, La cara oculta del 98, místicos e intelectuales en la España del fin de siglo (1895-1902), Madrid, Cátedra, 1998 (ISBN 84-376-1616-6)
- (en) Ricardo Burguete (trad. Dolores J. Walker), War!: The Memoir of a Spanish Soldier Wounded in the Philippines [« ¡La guerra! Filipinas (Memorias de un herido) »], Lanham (Maryland) / Londres, Hamilton Books / The Rowman & Littlefield Publishing Group), 2019 / 2020, 170 p. (ISBN 978-0761871392, lire en ligne), « Préface, par R. Geoffrey Jensen », xi-xiii